# Guest-Halbinsel
Die Guest-Halbinsel ist eine eisbedeckte Halbinsel an der Saunders-Küste des westantarktischen Marie-Byrd-Lands. Sie ragt zwischen dem Sulzberger-Schelfeis im Westen und der Block Bay im Osten rund 72 km in den Südlichen Ozean hinein. 
Der auf der Halbinsel befindliche Mitchell Peak wurde während der ersten Antarktisexpedition (1928–1930) des US-amerikanischen Polarforschers Richard Evelyn Byrd entdeckt. Kartografiert wurde sie mithilfe 1940 durchgeführter Vermessungen bei der United States Antarctic Service Expedition (1939–1941). Als Halbinsel identifiziert wurde sie schließlich mittels Luftaufnahmen der United States Navy zwischen 1962 und 1965. Benannt ist sie nach Amy Phipps Guest (1876–1959), einer Teilnehmerin an Byrds zweiter Antarktisexpedition (1933–1935).